# Oțel de Damasc

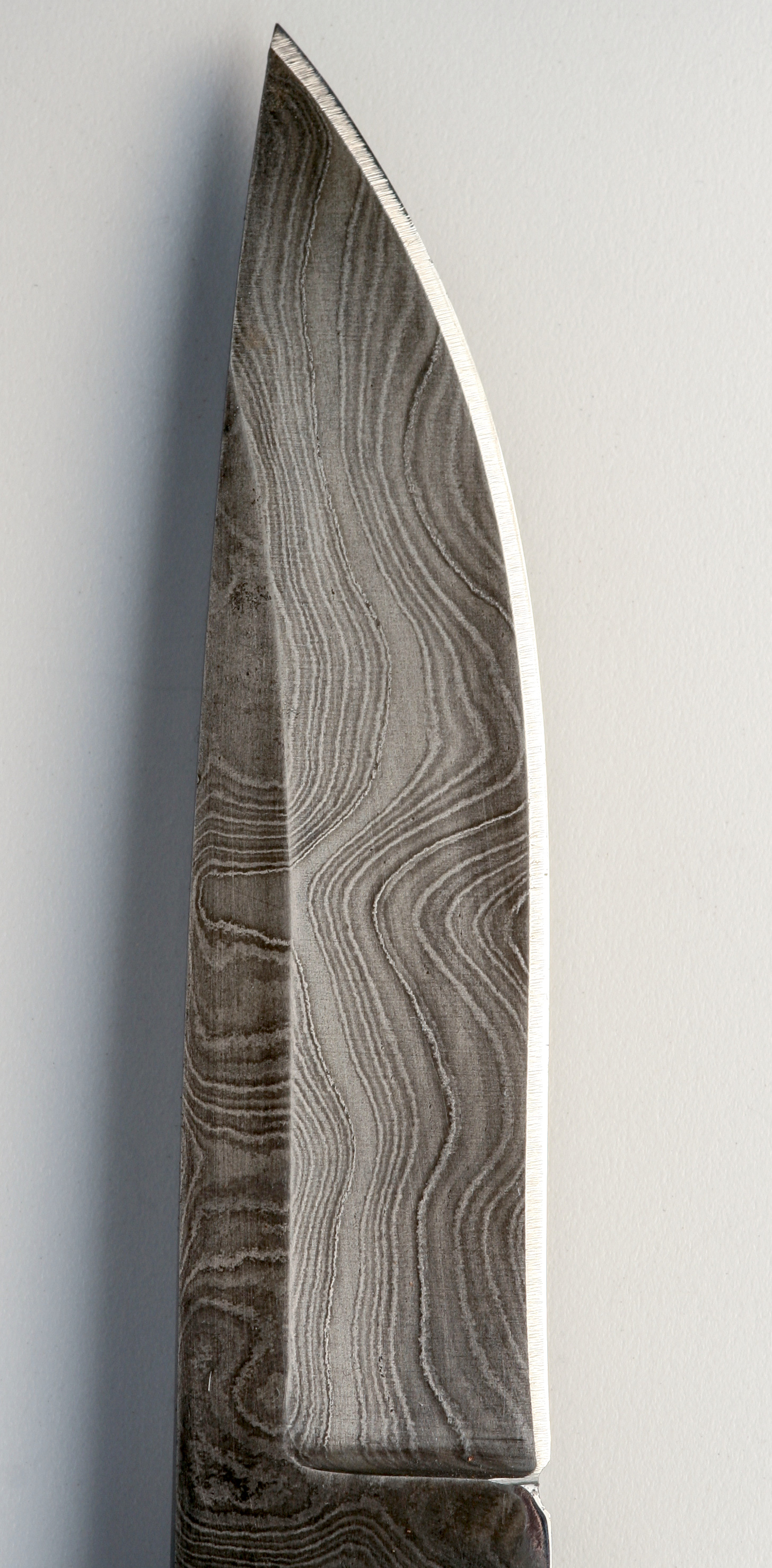
Lamă de cuţit modernă din oţel de Damasc sudat

Oțelul de Damasc a fost un termen folosit în unele culturi occidentale începând cu perioada medievală pentru a descrie un tip de oțel folosit pentru săbii.
Aceste săbii sunt caracterizate prin modele distinctive ale unor rețele fine de nervuri amintind de apa curgătoare vălurând sub acțiunea vântului. Lamele făcute din acest oțel aveau nu numai reputația de a fi dure și rezistente la rupere, dar și care puteau fi ușor rectificate în caz de distrugere redând o margine ascuțită și rezistentă.  
Astăzi termenul este folosit pentru a descrie un oțel care imită aspectul și performanța oțelului de Damasc. 
Metoda originală de manufacturare a acestui tip de oțel s-a pierdut. Datorită diferențelor privind materia primă folosită și tehnicile de manufacturare unele dintre încercările actuale de a replica oțelul de Damasc au eșuat. Cu toate acestea, mai mulți indivizi din contemporaneitate susțin că au redescoperit metoda prin care se producea oțelul de Damasc.
Oțelul de Damasc a dat naștere la multe legende printre care ca de exemplu abilitatea de a tăia țeava unei puști sau de a tăia un fir de păr care cade pe lamă., dar nu există dovezi care să susțină aceste afirmații. 
O echipă de cercetare din Germania în 2006 a publicat un raport despre faptul că într-o lamă de oțel forjat de Damasc s-au găsit nanotuburi de carbon.  Publicate în National Geographic și în New York Times.
Deși oțelurile moderne depășesc aceste săbii, reacțiile chimice microscopice în procesul de producție puteau să fi conferit lamelor pentru timpul lor proprietăți extraordinare. Unii experți se așteaptă să descopere mai multe nanotuburi în relicve astfel ca acestea să fie analizate mai îndeaproape.